# Ruprechtia coriacea
Ruprechtia coriacea är en slideväxtart som först beskrevs av Gustav Karl Wilhelm Hermann Karsten, och fick sitt nu gällande namn av Sidney Fay Blake. Ruprechtia coriacea ingår i släktet Ruprechtia och familjen slideväxter. Inga underarter finns listade i Catalogue of Life.